# Glacier Sullivan
Le glacier Sullivan est un glacier s'épanchant vers l'ouest dans le glacier Gilbert, sur l'île Alexandre-Ier, en Antarctique. Il est photographié depuis les airs et cartographié de façon approximative lors de l'expédition British Graham Land en 1937 puis de façon plus précise en 1960 par D. Searle du Falkland Islands Dependencies Survey d'après des photographies aériennes prises pendant l'expédition Ronne (1947–48).
Le glacier est nommé par l'UK Antarctic Place-Names Committee d'après le compositeur anglais Arthur Sullivan.